# Jantar (gmina Stegna)
Jantar, dříve také Paców, je vesnice a turistické letovisko na pobřeží Gdaňského zálivu Baltského moře ve gmině Stegna v okrese Nowy Dwór Gdański v severním Polsku. Geograficky patří do Pomořského vojvodství a nachází se na rozhraní nížin (mezoregionů) Żuławy Wiślane a Mierzeja Wiślana, které náleží do nížiny Pobrzeże Gdańskie.

## Historie
Jantarem vedla pravěká Jantarová stezka spojující Baltské moře a Středozemní moře. První písemná zmínka o rybářské vesnici pochází z roku 1378. Název obce je odvozen od jantaru, který se zde doposud nachází. V roce 1903 zde byla zřízena obecná škola. V roce 1945 dostala obec název Paców a od roku 1947 se nazývá Jantar. V roce 2011 v důsledku rozdělení vesnice, vznikly dvě samostatné vesnice Jantar a Jantar-Leśniczówka.

## Další informace
Jantar se nalézá mezi vesnicemi Mikoszewo a Junoszyno v okolí silnice 501 a v okolí železniční tratě. Od Gdaňského zálivu je oddělen pásem lesa. V Jantaru jsou čtyři železniční stanice/zastávky Jantar Leśniczówka, Jantar, Jantar-Port a Jantar Młyn. Každoročně v období letních prázdnin se na místní pláži (Plaża w Jantarze) konají Mistrovství světa v lovení jantaru (Mistrzostwa Świata w Poławianiu Bursztynu). V letní sezóně je Jantar turistickou destinací polské riviéry a vesnice překypuje životem, ale v zimě se vesnice stává klidnou. Nachází se zde také muzeum jantaru, Mini Zoo, kempy, kostel aj.

## Galerie

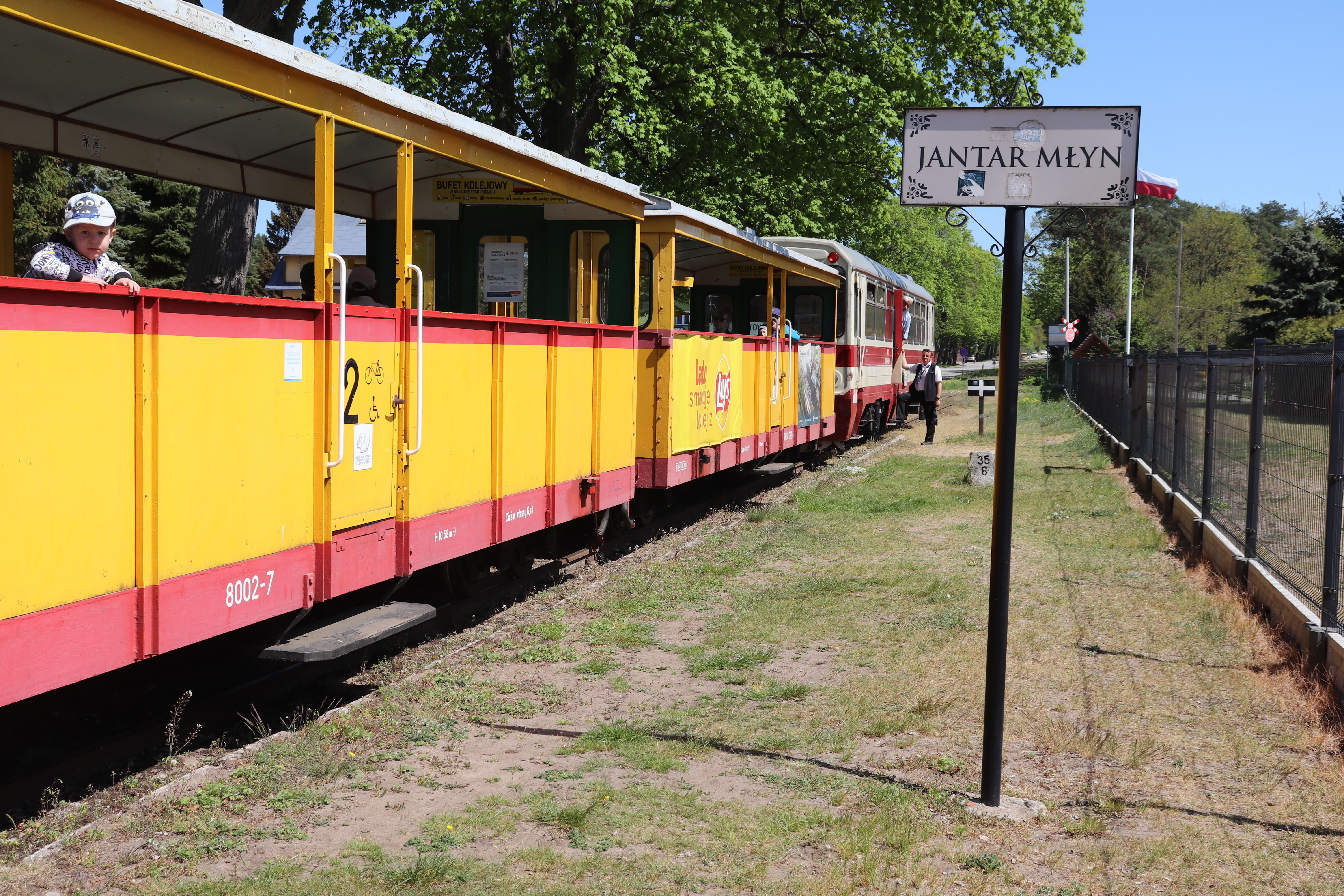
Uzkorozchodná železniční trat
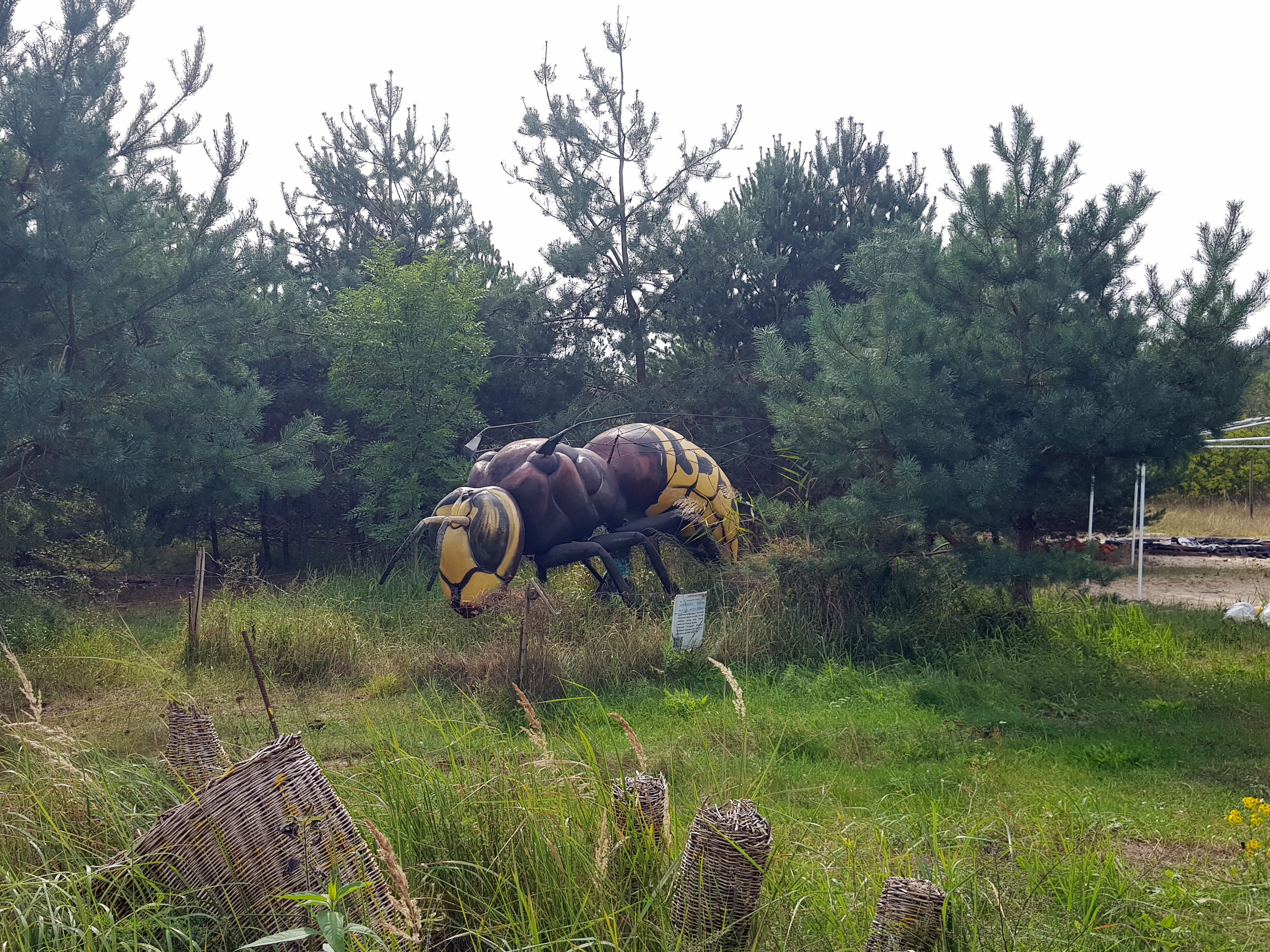
Sochy hmyzu - Park Owadów
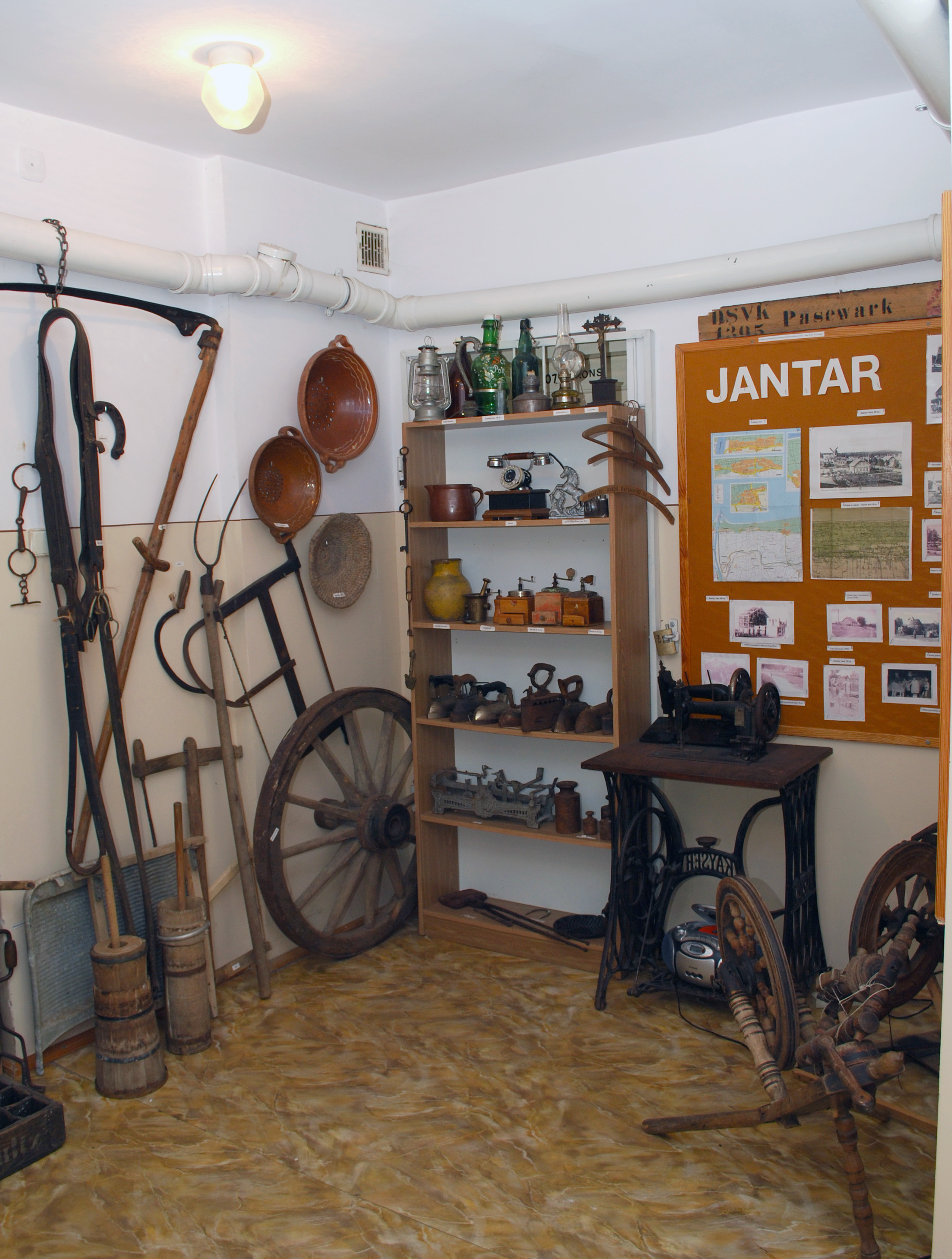
Expozice muzea
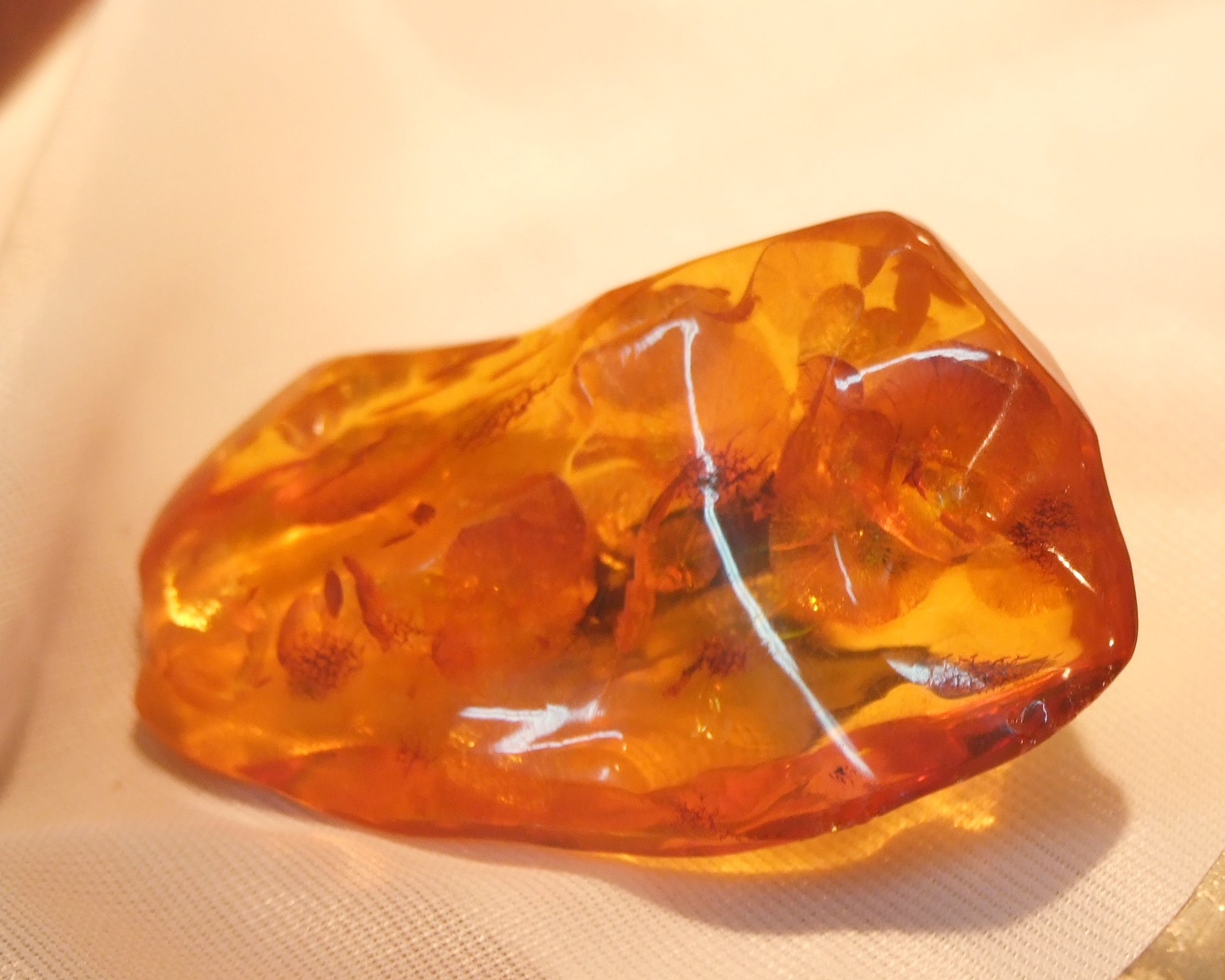
Jantar v expozici muzea
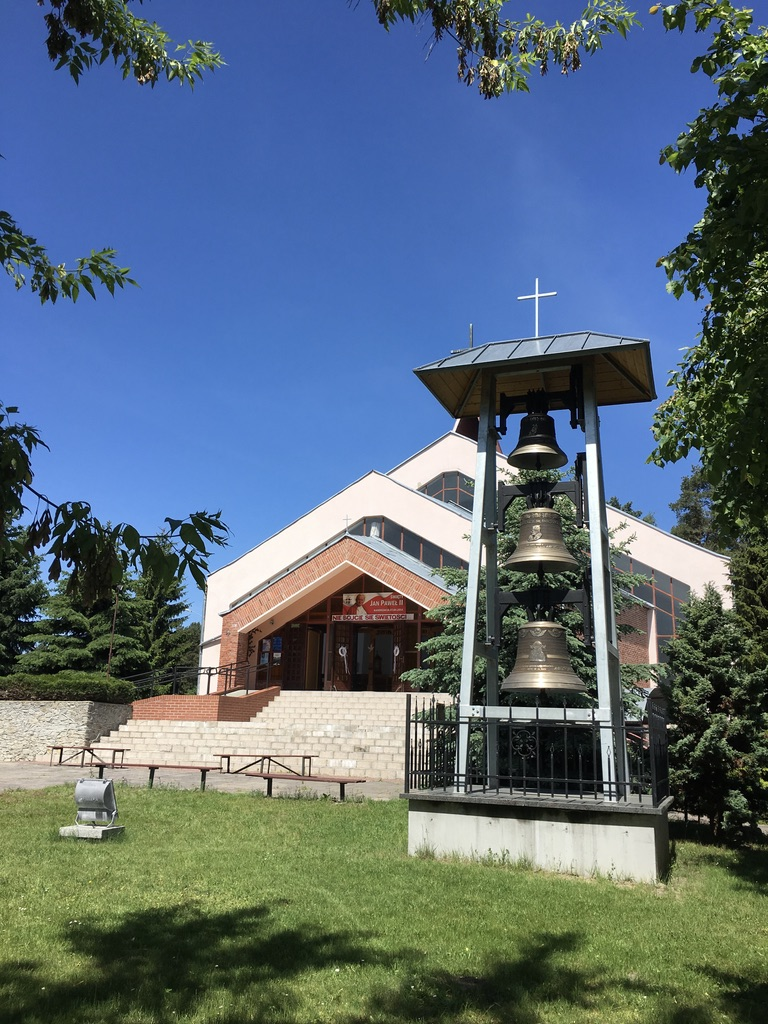
Kostel se zvonicí
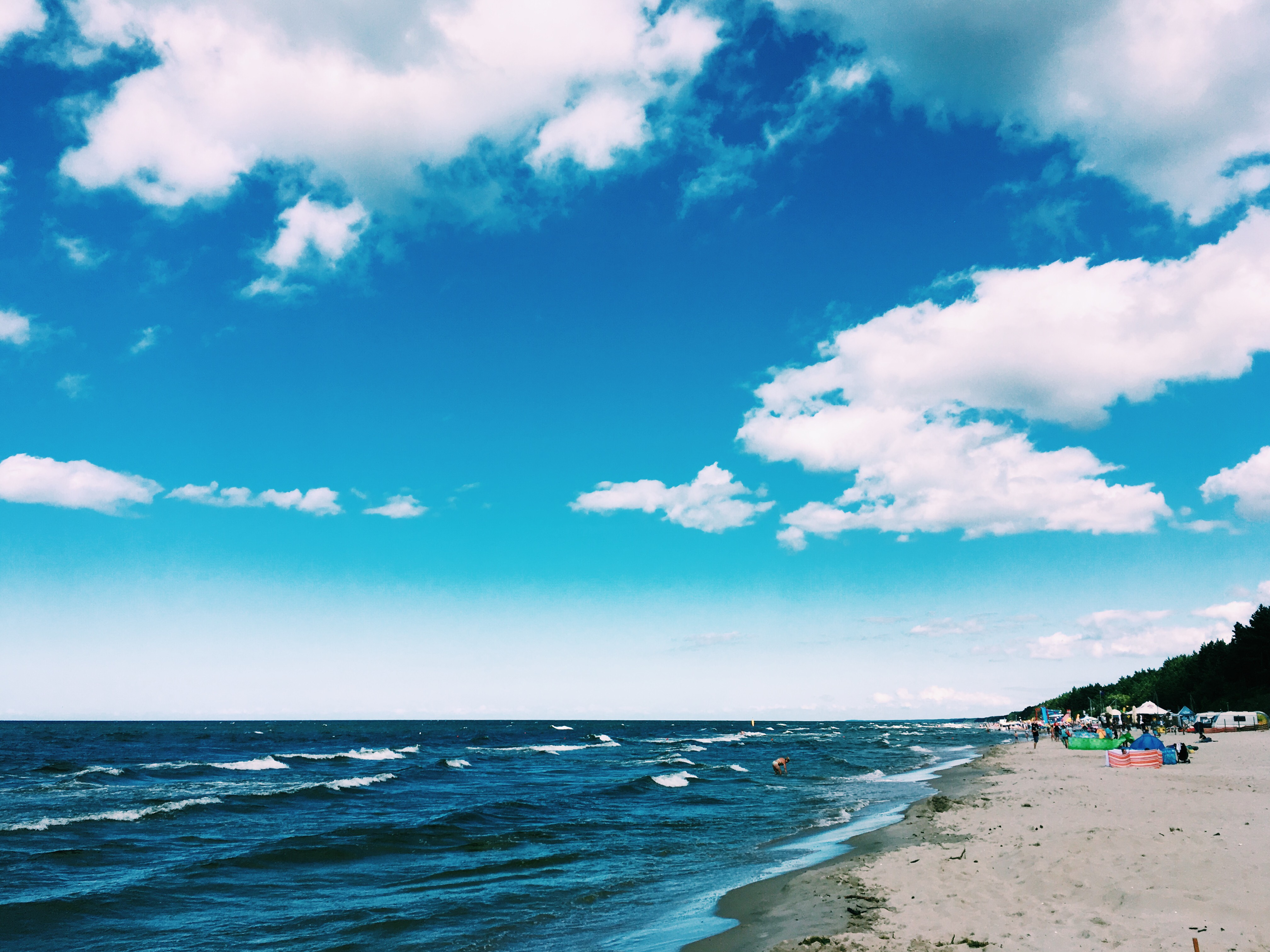
Pláž v létě
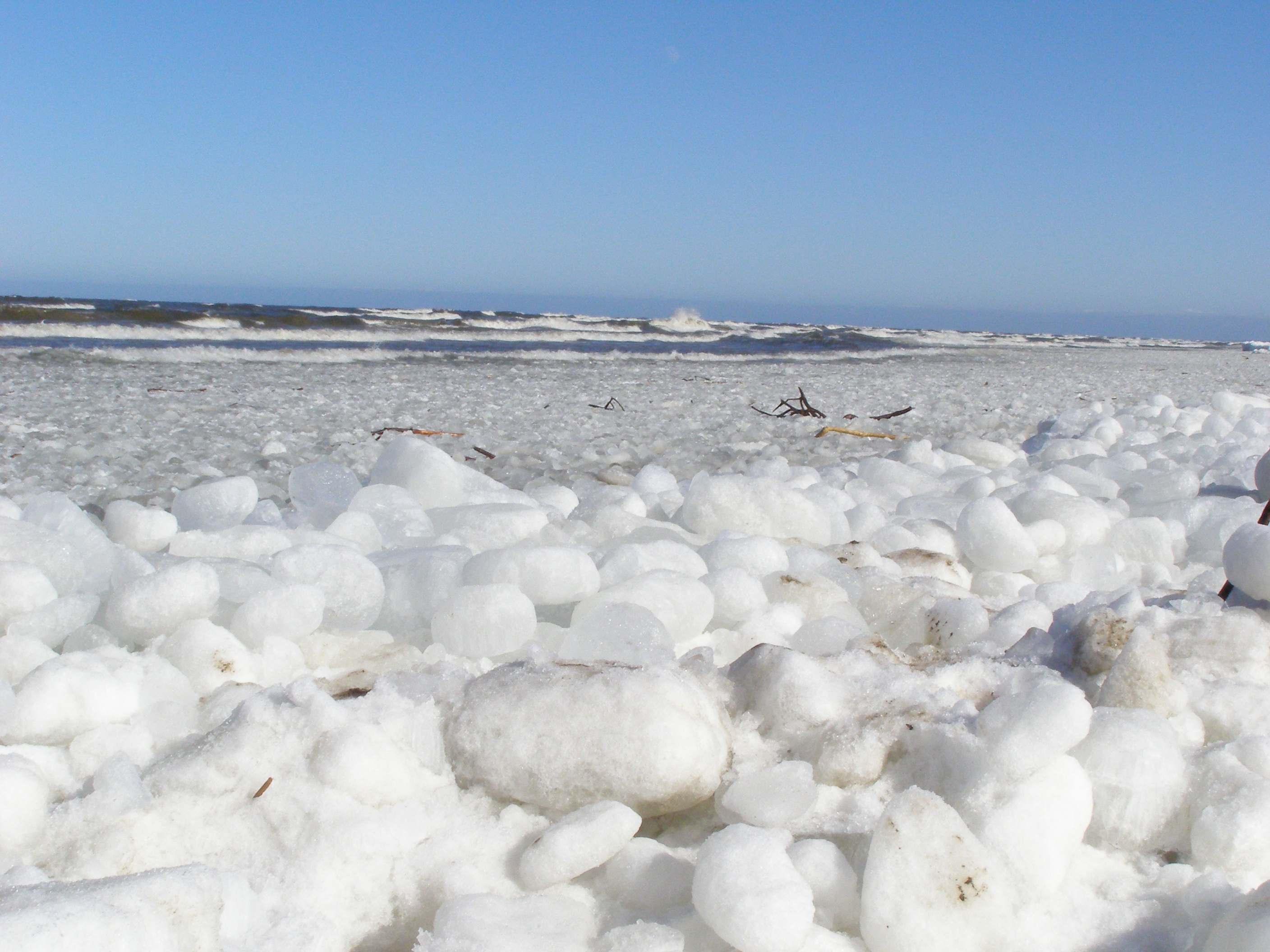
Pláž v zimě